# 아오하라이드
《아오하라이드》(アオハライド, AO--HARU--RIDE)는 사키사카 이오의 만화 작품이다.

## 개요
타이틀 〈아오하라이드〉는 〈아오하루(청춘)+라이드(ride)〉=〈청춘에 열심히 실려 간다〉라는 의미를 담은 작자에 의한 조어이다.
〈전국 서점원이 고른 추천 코믹 2012〉에서 3위를 차지했다.

## 줄거리
고교 1학년 말, 후타바는 운명의 재회를 한다. 그 상대는, 중학 시절에 전학을 가, 홀연 모습을 감춰버린 첫사랑·타나카 코우. 그 타나카가, 3년 만에 후타바의 앞에 나타났다. 그러나, 타나카의 성은 〈마부치〉로 변해, 성격도 쿨한 다른 사람이 되어 있었다……. 서서히 밝혀져가는, 공백의 3년간. 두 사람의 사랑은, 다시 움직이기 시작한다.

## 등장인물
요시오카 후타바
목소리 - 우치다 마아야
6월 19일 출생. 쌍둥이 자리. A형. 신장 160cm, 체중 50kg. 잘하는 과목은 과학, 잘 못하는 과목은 영어. 좋아하는 음식은 명란젓 파스타, 싫어하는 음식은 다른 사람 집의 우유. 좋아하는 뮤지션은 아베 마오.
중학교 3학년→고교 2학년.
마부치 코우(타나카 코우)
목소리 - 카지 유키
5월 27일 출생. 쌍둥이 자리. O형. 신장 176cm, 체중 58kg. 잘하는 과목은 사회, 잘 못하는 과목은 고전. 좋아하는 음식은 치킨 난반, 싫어하는 음식은 샐러리. 좋아하는 뮤지션은 DaveMatthewsBand.
후타바의 클래스메이트.
마키타 유리
목소리 - 카야노 아이
9월 10일 출생. 처녀자리. B형. 신장 155cm, 체중 44kg. 잘하는 과목은 국어, 잘 못하는 과목은 체육. 좋아하는 음식은 라자냐, 싫어하는 음식은 레이즌. 좋아하는 뮤지션은 네고토.
후타바의 클래스메이트.
무라오 슈코
목소리 - 코마츠 미카코
11월 20일 출생. 전갈자리. A형. 신장 167cm, 체중 49kg. 잘하는 과목은 영어, 잘 못하는 과목은 이과. 좋아하는 음식은 아보카도 샌드, 싫어하는 음식은 장어. 좋아하는 뮤지션은 사카낙션.
후타바의 클래스메이트.
코미나토 아야
목소리 - KENN
12월 3일 출생. 궁수자리. 프랑스인과의 쿼터. 신장 178cm, 체중 63kg. 잘하는 과목은 수학, 잘 못하는 과목은 미술. 좋아하는 음식은 야키니쿠, 싫어하는 음식은 얼린 두부. 좋아하는 뮤지션은 ONE OK ROCK.
후타바의 클래스메이트.
타나카 요이치
목소리 - 히라카와 다이스케
코우의 형으로, 특진 클래스의 담임. 좋아하는 뮤지션은 Janis Joplin.
키쿠치 토마
목소리 - 마츠오카 요시츠구
2월 1일 출생. 물병자리. A형. 좋아하는 음식은 돼지고기 생강 구이, 싫어하는 음식은 토마토. 좋아하는 뮤지션은 ELLEGARDEN.
다른 반 남자 아이.

## 서지 정보
- 사키사카 이오 《아오하라이드》 슈에이샤 〈마거리트 코믹스〉, 전 13권
  1. 2011년 4월 13일 발매, ISBN 978-4-08-846647-7
  2. 2011년 8월 25일 발매, ISBN 978-4-08-846690-3
  3. 2011년 12월 22일 발매, ISBN 978-4-08-846731-3
  4. 2012년 4월 13일 발매, ISBN 978-4-08-846759-7
  5. 2012년 8월 24일 발매, ISBN 978-4-08-846818-1
  6. 2012년 12월 25일 발매, ISBN 978-4-08-846869-3
  7. 2013년 4월 25일 발매, ISBN 978-4-08-845028-5
  8. 2013년 8월 23일 발매, ISBN 978-4-08-845085-8
  9. 2014년 1월 10일 발매, ISBN 978-4-08-845151-0
  10. 2014년 5월 23일 발매, ISBN 978-4-08-845211-1
  11. 2014년 8월 25일 발매, ISBN 978-4-08-845256-2
  12. 2014년 12월 12일 발매, ISBN 978-4-08-845314-9
  13. 2015년 5월 25일 발매, ISBN 978-4-08-845389-7

## 애니메이션
2014년 7월부터 9월까지, TOKYO MX, MBS, BS11에서 방송되었다.

### 스태프
- 감독 - 요시무라 아이
- 시리즈 구성 - 콘파루 토모코
- 캐릭터 디자인 - 이가와 레이나
- 총 작화 감독 - 이가와 레이나, 타치카와 세이지
- 음향 감독 - 나가사키 유키오
- 음악 - 츠츠미 히로아키, 오오사키 케이코, 하시모토 쇼타
- 음악 제작 - TOHO animation RECORDS
- 애니메이션 제작 - Production I.G
- 제작 - 애니메이션 〈아오하라이드〉 제작 위원회 (토호, 슈에이샤, 소니 뮤직 엔터테인먼트, 애니메틱, 프로덕션 I.G, BS11, 소니 PCL, 마이니치 방송, 무빅, 하쿠호도 DY 미디어 파트너즈)

### 각 화 리스트
| 화 수   | 각본          | 그림 콘티         | 연출                                          | 작화 감독                                                                                           |
| ------- | ------------- | ----------------- | --------------------------------------------- | --------------------------------------------------------------------------------------------------- |
| PAGE.1  | 콘파루 토모코 | 요시무라 아이     | 요시무라 아이                                 | 이가와 레이나                                                                                       |
| PAGE.2  | 콘파루 토모코 | 이치바시 요시유키 | 이치바시 요시유키                             | 타치카와 세이지                                                                                     |
| PAGE.3  | 콘파루 토모코 | 쿠도 토시하루     | 쿠도 토시하루                                 | 미야자키 히토미 후지시로 카나                                                                       |
| PAGE.4  | 콘파루 토모코 | 스즈키 타카토시   | 스즈키 타카토시                               | 하기와라 쇼코 콘노 코이치                                                                           |
| PAGE.5  | 콘파루 토모코 | 후쿠토미 히로시   | 타카하시 히데토시                             | 스기토 사유리 모리타 미노루                                                                         |
| PAGE.6  | 콘파루 토모코 | 와타다 신야       | 와타다 신야                                   | 후지시로 카나 미야자키 히토미 나카야마 토모요 이가와 레나 타치카와 세이지                           |
| PAGE.7  | 히라미 미하루 | 미야시타 신페이   | 미야시타 신페이 스즈키 타카노리 도야마 타쿠미 | 이가와 레이나 이이야마 나호코 나카야마 치세 호리바 유코 쿠하라 요코                                 |
| PAGE.8  | 콘파루 토모코 | 이치바시 요시유키 | 이치바시 요시유키                             | 키세 카즈치카 타치카와 세이지                                                                       |
| PAGE.9  | 히라미 미하루 | 쿠도 토시하루     | 쿠도 토시하루                                 | 이가와 레이나 타치카와 세이지 미야자키 히토미 후지시로 카나 나카야마 치세 쿠하라 요코               |
| PAGE.10 | 야마다 유카   | 후지와라 히로키   | 스즈키 타카노리                               | 콘노 코이치 와타나베 마유미 나카무라 준코 UNION CHO                                                 |
| PAGE.11 | 콘파루 토모코 | 후쿠토미 히로시   | 카와무라 토모유키                             | 후지와라 히로키 호리바 유코 타치카와 세이지 이이야마 나호코                                         |
| PAGE.12 | 콘파루 토모코 | 후지타 요이치     | 요시무라 아이                                 | 이가와 레이나 후지시로 카나 미야자키 히토미 키세 카즈치카 나카야마 치세 쿠하라 요코 카쿠타니 토모미 |

ova1 ova2있습니다.

## 영화
2014년 12월 13일에 일본에서 토호 계열로 개봉되었다.

### 캐스트
- 요시오카 후타바 - 혼다 츠바사
- 마부치 코우 - 히가시데 마사히로
- 무라오 슈코 - 신카와 유아
- 코미나토 아야 - 요시자와 료
- 마키타 유리 - 후지모토 이즈미
- 타나카 요이치 - 코야나기 유
- 나루미 유이 - 타카하타 미츠키
- 키쿠치 토마 - 치바 유다이

### 스태프
- 감독 - 미키 타카히로
- 각본 - 요시다 토모코
- 음악 - 하야시 유키
- 주제가 - 이키모노가카리 〈키라리〉 (EPIC Records)
- 제작 프로덕션 - 토호 영화
- 배급 - 토호
- 제작 - 영화 〈아오하라이드〉 제작 위원회 (토호, 하쿠호도 DY 미디어 파트너즈, 슈에이샤, JR 동일본 기획, 닛폰 출판 판매, KDDI, GyaO!)